# イオンタウン館山
イオンタウン館山（イオンタウンたてやま）とは千葉県館山市八幡545-1番地に位置するネイバーフッド型ショッピングセンター（NSC）である。

## 概要
当SCは館山駅より約2㎞北に離れた海岸沿いに位置する。構造は屋根付き平屋のオープンエアモールで約70の専門店がある。核店舗はイオン館山店で平屋で小規模の総合スーパー（GMS業態）、もう一方の準核店舗としてピロティ式駐車場を備えた家電量販店業態のヤマダ電機テックランド館山店がある。

## 沿革
1987年11月に扇屋ジャスコ館山店を食品売り場のみのスーパーマーケット形式でオープンし、直後に北側に2階建てで屋上駐車場を備えた新館をオープンしたことにより総合スーパーとしての扇屋ジャスコ館山店がオープンした。開店当初はジャスコのなかでも採算の良い店舗だったが、周辺に競合店が出店するようになるとジャスコ内専門店の撤退が相次いだ。そして2006年1月にロック開発による再開発が公になり、旧ジャスコ館山店の営業と平行して東側隣接の富士ディーゼル跡地に当SCを新築し、2007年1月に旧館山店を閉鎖し解体。旧店から敷地を大幅に拡大してオープンした。
- 1987年11月　扇屋ジャスコ館山店新規開店（平屋の食品売り場のみ）
- 1993年1月　新館がオープン。GMS業態となる。
- 1999年8月21日　信州ジャスコ株式会社・扇屋ジャスコ株式会社がジャスコ株式会社と合併。店舗看板から扇屋の字が外される
- 2007年1月20日　ジャスコ館山店（旧）閉鎖
- 2007年2月-　旧店舗解体、駐車場とする
- 2007年5月26日　ジャスコ館山店（新）開店　ロックシティ館山ショッピングセンターの誕生
- 2011年3月1日　核店舗の名称が「ジャスコ館山店」から「イオン館山店」に変更
- 2011年9月1日　ショッピングセンターの名称を「イオンタウン館山」へ変更

## 店舗
- 核店舗
  - イオン館山店（総合スーパー。平屋建て）
- 準核店舗
  - ヤマダ電機テックランド館山店（家電量販店。ピロティ型の別棟）
- ほか専門店街（オープンエアモール。平屋建てで屋根なし）の主な店舗
  - TSUTAYA（レンタル）
  - 宮沢書店（書店）
  - ザ・ダイソー（100円均一店）
  - マクドナルドなど（フードコート）
  - ポップンパーク（ゲームセンター）
  - 洋服の青山（紳士服取扱い）
  - ライトオン（ジーンズカジュアル）
  - ジュエルカフェ（ジュエリー買取）

など。他店に関しては外部サイトを参照。

## 営業時間
基本的に年中無休（一部除いて異なる時間帯営業）
- イオン食品売り場 : 8:00-22:00
- イオンその他の売り場 : 9:00-22:00
- 専門店街 : 10:00-21:00
- フードコート : 10:00-21:30
- TSUTAYA : 10:00-24:00
- ヤマダ電機 : 10:00-21:00

## その他
- 屋外に位置するセントラルコートなどを利用しイベントなどの催事を週末開催する。
- 2008年6月10日深夜、屋根や壁を壊すなどして「ジュエリーコバヤシ」から約1000万円相当の貴金属が盗まれる窃盗事件が発生する[2]。
- 開発着手当初の計画ではイオンを平屋、今のTSUTAYA付近を3階建てで3階準核店舗、1、2階専門店方式の予定で映画館出店話や、イオンの食品売り場のみの24時間営業の話もあった[3]。当初は、2006年11月開店予定であったが大規模小売店舗立地法の提出の調整で延期となった。

## アクセス
自動車
富津館山道路冨浦インターチェンジから南へ約5㎞
公共交通機関
館山駅から日東交通バス「館山市内線」、「丸線」で「イオンタウン館山」下車

## 外部サイト
- イオンタウン館山
- イオン館山店